# روزنک

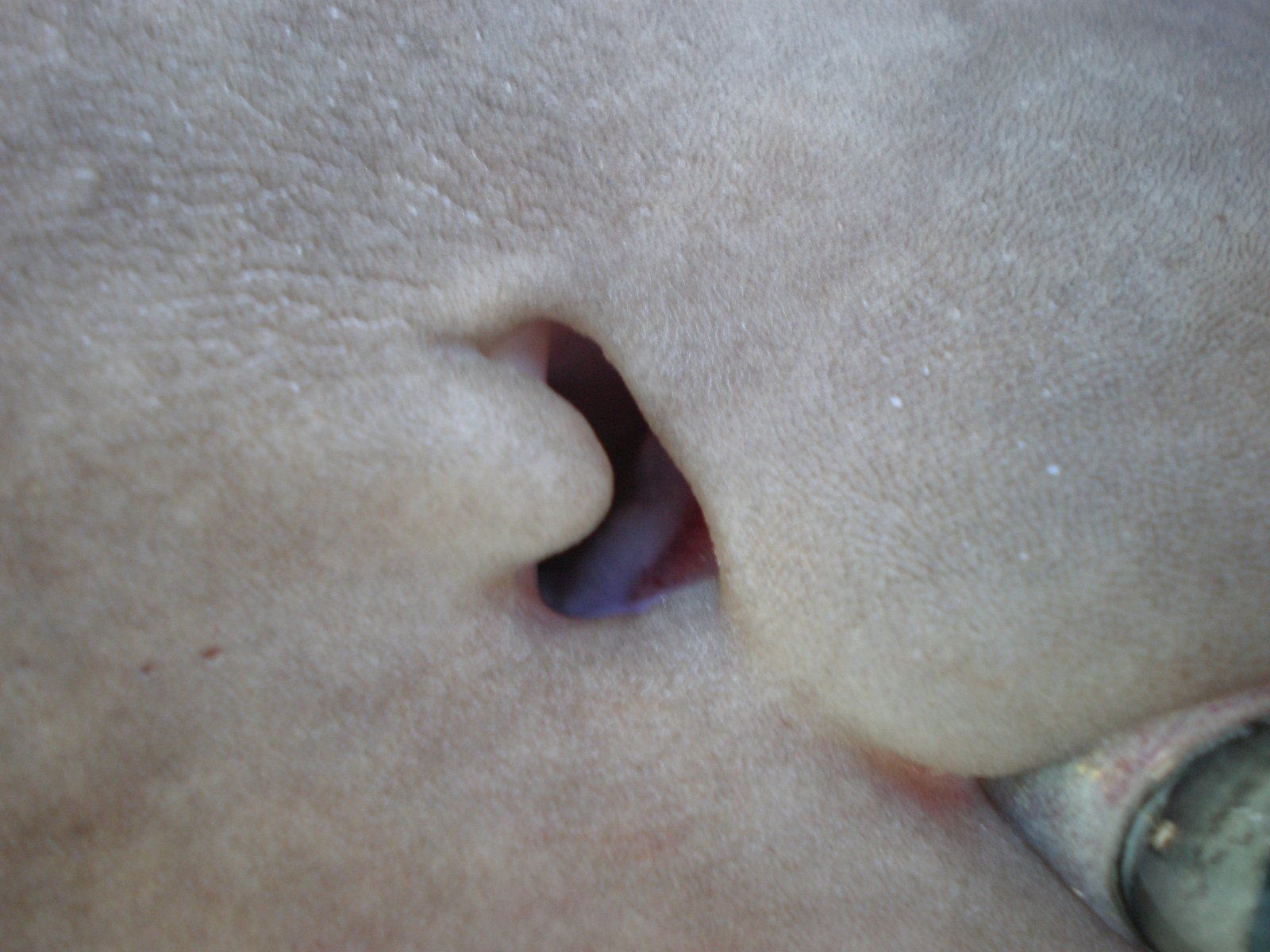
نمایی از ساختار روزنک «اسپیراکل‌» در کوسهٔ (bighead spurdog, Squalus bucephalus)

روزنک‌ها یا اسپیراکل‌ها (Spiracle) منافذ ریزی بر روی سطح بدن جاندارانند که معمولاً به دستگاه تنفسی آنها ختم می‌شوند.
در آبزیان غضروفی مانند کوسه و لقمه‌ماهی در پشت هر گوششان یک روزنک دیده می‌شود که کار آن پمپ کردن آب از آبشش‌ها به هنگام استراحت جانور است.
در بدن ماهیان استخوانی ابتدایی از جمله بیشیر هم روزنک وجود دارد.
اسپیراکل یا روزنک علاوه بر ماهی ها در مرحله جنینی قورباغه ها در نزدیکی آب شش های آنها نیز دیده میشود؛ در این مرحله از جنینی چین های پوستی بر روی آب شش ها آمده و آب از طریق اسپیراکل ها خارج میشود.

در تنفس نایدیسی بی مهرگان، دریچه هایی جهت بستن منافذ اسپیراکل برای جلوگیری از هدر رفتن آب وجود دارد.